# Nossa Senhora Aparecida (Sergipe)
Nossa Senhora Aparecida est une municipalité brésilienne située dans l'État du Sergipe.